# Biomphalaria angulosa
Biomphalaria angulosa је пуж из реда Hygrophila и фамилије Planorbidae. 

## Угроженост
Ова врста је наведена као последња брига, јер има широко распрострањење и честа је врста.

## Распрострањење
Ареал врсте је ограничен на мањи број држава. 
Врста је присутна у Замбији, Танзанији и Малавију.

## Станиште
Станишта врсте су мочварна подручја и слатководна подручја. 